# Madhav Kumar Nepal

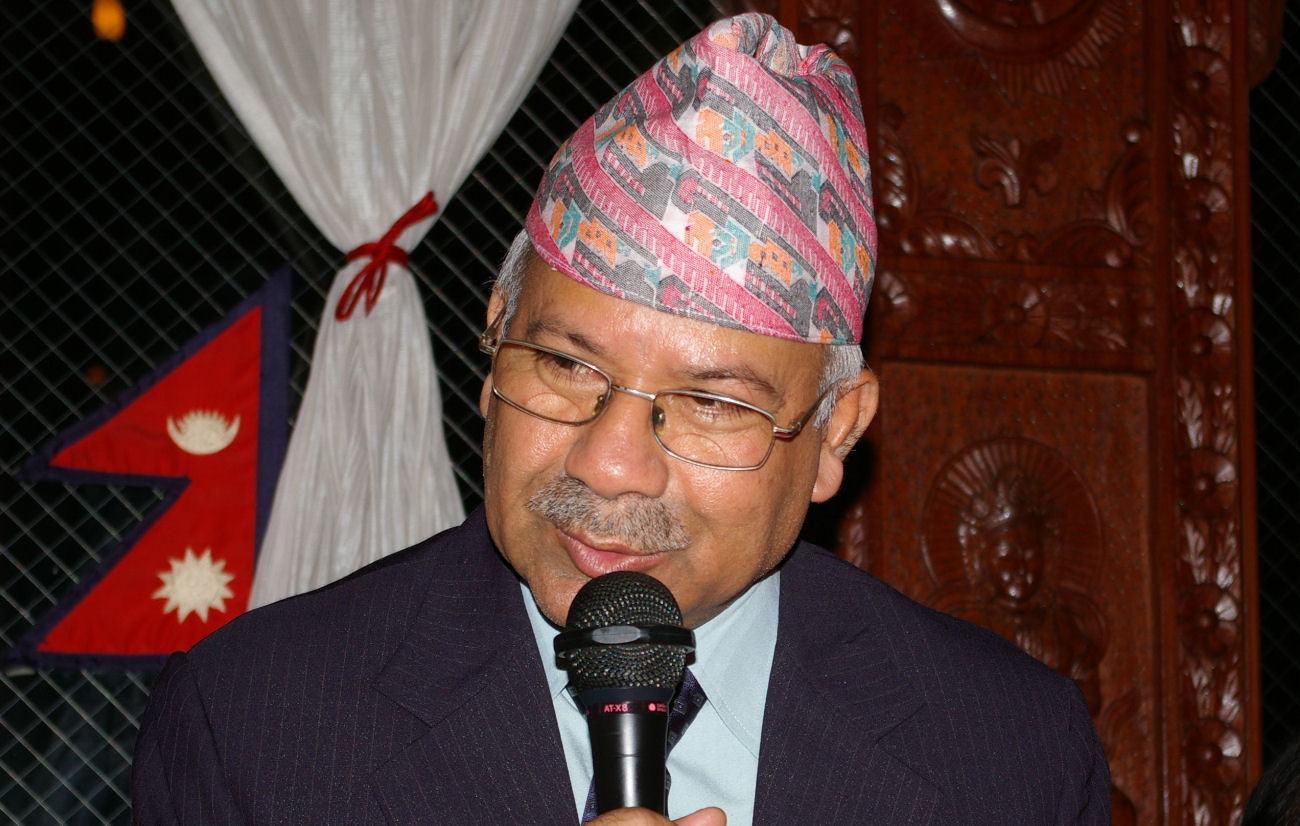
Madhav Kumar Nepal, 2008

Madhav Kumar Nepal, född 6 mars 1953 i Rautahat, Nepal, är en nepalesisk kommunistisk politiker. 
Nepal tillträdde som Nepals premiärminister 25 maj 2009, men beslutade sig i juni 2010 för att avgå. Processen att välja en efterträdare till Madhav Kumar Nepal blev långdragen, först i början av februari 2011 fick Jhala Nath Khanal tillräckligt stöd för att väljas som ny premiärminister.